# Coniogramme procera
Coniogramme procera är en kantbräkenväxtart som först beskrevs av Nathaniel Wallich, och fick sitt nu gällande namn av Fée. Coniogramme procera ingår i släktet Coniogramme och familjen Pteridaceae. Inga underarter finns listade.